# Elachista abiskoella
Elachista abiskoella is een vlinder uit de familie grasmineermotten (Elachistidae). De wetenschappelijke naam is voor het eerst geldig gepubliceerd in 1977 door Bengtsson.
De soort komt voor in Europa.